# Gauthier Hein
Pour les articles homonymes, voir Hein.
Gauthier Hein, né le 7 août 1996 à Thionville, est un footballeur français qui joue au poste de milieu de terrain au FC Metz.

## Biographie

### Jeunesse et formation
Natif de Thionville, Gauthier Hein commence le football à l'âge de quatre ans au Thionville FC. Il intègre le centre de formation du FC Metz à l'âge de 12 ans. Parallèlement, il joue au tennis de table où il est sacré champion de France dans une catégorie jeune.
En 2008, lors de la Danone Nations Cup des U12, il remporte la compétition face à la Russie en marquant un but en finale.

### Débuts professionnels au FC Metz (2016-2020)
En mai 2016, il s'engage avec le FC Metz jusqu'en 2019, en signant son premier contrat professionnel. Il fait ses débuts en Ligue 1 contre les Girondins de Bordeaux (défaite 3-0), le 21 septembre 2016 au stade Saint-Symphorien. Le 3 décembre 2016, il marque son premier but de Ligue 1 face à l'Olympique lyonnais, mais le match est interrompu à la suite d'incidents avec des supporteurs messins,.

#### Prêts au Tours FC et Valenciennes FC (2017-2018 et 2019-2020)
En août 2018, il est prêté pour une saison au Tours FC. Pour la saison 2018-2019, il retourne au FC Metz et prolonge son contrat de deux ans, jusqu'en 2021.
En juillet 2019, il rejoint le Valenciennes FC sous la forme d'un prêt pour une saison. Il est le premier Valenciennois de la saison à trouver le chemin des filets, lors du match contre l'AS Nancy-Lorraine comptant pour la deuxième journée du championnat de Ligue 2.

### AJ Auxerre (2020-2024)
En juin, 2020, Gauthier Hein s'engage avec l'AJ Auxerre et signe un contrat de trois ans.

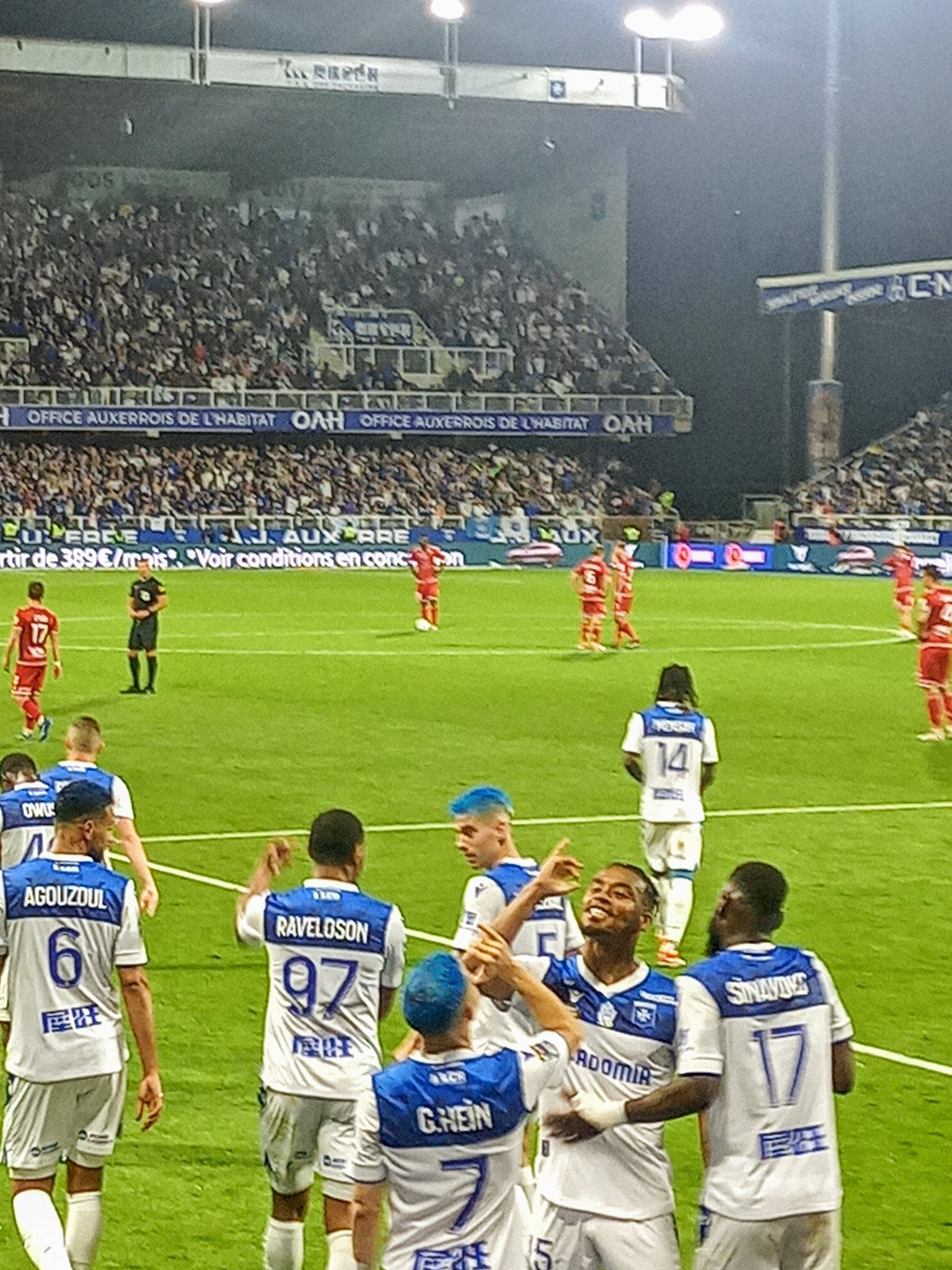
Hein et ses coéquipiers le 17 mai 2024 lors de leur sacre de champion de France de L2

Le 29 novembre 2021, il est nommé pour le Prix Puskás de la FIFA récompensant le plus beau but de l'année 2021.
Lors de la saison 2021-2022, il est l'un des éléments les plus importants de l'équipe dirigée par Jean-Marc Furlan, et participe grandement à la remontée de son équipe en Ligue 1.
En juillet 2022, très courtisé grâce à ses bonnes performances, il décide finalement de prolonger son contrat avec Auxerre de deux années supplémentaires, soit jusqu'en 2025, alors que son contrat prenait fin dans un an. Il est l'auteur de 2 buts en 35 matchs de Ligue 1 lors de la saison 2022-2023 mais ne permet malheureusement pas à l'AJ Auxerre de se maintenir en Ligue 1.
Lors de la saison 2023-2024 de Ligue 2, Gauthier Hein réalise une grosse performance en étant l'auteur de 11 buts et de 10 passes décisives en 37 matchs, son club se retrouve champion de Ligue 2 pour la deuxième fois de son histoire et accède à la Ligue 1 seulement un an après l'avoir quitté. Gauthier est élu meilleur joueur de la saison 2023-2024 en Ligue 2 et apparaît dans l'équipe type de cette dernière aux trophées UNFP du football,.

### Retour au FC Metz (depuis 2024)
Le 15 août 2024, le joueur signe un contrat de 4 ans avec son club formateur le FC Metz, alors relégué en Ligue 2. Il joue son premier match avec son nouveau club lors de la première journée de Ligue 2 contre le SC Bastia lors d'un match nul un but partout et inscrit son premier but (et doublé par la même occasion) lors de la huitième journée face à l'Amiens SC au stade Saint-Symphorien lors d'une victoire trois buts à deux pour le FC Metz.
Tenant le rôle de meneur de jeu, il est l'un des artisans de la remontée du FC Metz en Ligue 1 lors de la saison 2024-2025. Le 29 mai 2025, il assure la montée lors du match de barrage retour face au Stade de Reims en marquant le but du trois à un en prolongation d'un lob de 40 mètres qui surprend le gardien rémois Yehvann Diouf.
Suite au départ de Matthieu Udol au RC Lens, Gauthier hérite du brassard de capitaine du club mosellan pour la saison 2025-2026,.

## Statistiques
| Saison                | Club                   | Championnat           | Championnat | Championnat | Championnat | Coupe nationale | Coupe nationale | Coupe nationale | Coupe de la Ligue | Coupe de la Ligue | Coupe de la Ligue | Play-offs | Play-offs | Play-offs | Total | Total | Total |
| Saison                | Club                   | Division              | M.          | B.          | P.d.        | M.              | B.              | P.d.            | M.                | B.                | P.d.              | M.        | B.        | P.d.      | M.    | B.    | P.d.  |
| 2016-2017             | FC Metz                | Ligue 1               | 13          | 1           | 0           | 1               | 0               | 0               | 2                 | 0                 | 1                 | -         | -         | -         | 16    | 1     | 1     |
| 2017-2018             | FC Metz                | Ligue 1               | 3           | 0           | 0           | -               | -               | -               | -                 | -                 | -                 | -         | -         | -         | 3     | 0     | 0     |
| 2018-2019             | FC Metz                | Ligue 2               | 3           | 0           | 0           | 4               | 1               | 3               | 1                 | 0                 | 0                 | -         | -         | -         | 8     | 1     | 3     |
| Sous-total            | Sous-total             | Sous-total            | 19          | 1           | 0           | 5               | 1               | 3               | 3                 | 0                 | 1                 | -         | -         | -         | 27    | 2     | 4     |
| 2017-2018             | Tours FC (prêt)        | Ligue 2               | 20          | 4           | 0           | 2               | 0               | 0               | 1                 | 0                 | 0                 | -         | -         | -         | 23    | 4     | 0     |
| 2019-2020             | Valenciennes FC (prêt) | Ligue 2               | 26          | 1           | 0           | 2               | 0               | 0               | 1                 | 0                 | 0                 | -         | -         | -         | 29    | 1     | 0     |
| 2020-2021             | AJ Auxerre             | Ligue 2               | 33          | 4           | 3           | 2               | 0               | 0               | -                 | -                 | -                 | -         | -         | -         | 35    | 4     | 3     |
| 2021-2022             | AJ Auxerre             | Ligue 2               | 35          | 11          | 7           | 2               | 1               | 0               | -                 | -                 | -                 | 3         | 0         | 0         | 40    | 12    | 7     |
| 2022-2023             | AJ Auxerre             | Ligue 1               | 35          | 2           | 0           | 3               | 0               | 0               | -                 | -                 | -                 | -         | -         | -         | 38    | 2     | 0     |
| 2023-2024             | AJ Auxerre             | Ligue 2               | 37          | 11          | 10          | 2               | 0               | 0               | -                 | -                 | -                 | -         | -         | -         | 39    | 11    | 10    |
| Sous-total            | Sous-total             | Sous-total            | 140         | 28          | 20          | 9               | 1               | 0               | -                 | -                 | -                 | 3         | 0         | 0         | 152   | 29    | 20    |
| 2024-2025             | FC Metz                | Ligue 2               | 33          | 12          | 6           | 3               | 0               | 1               | -                 | -                 | -                 | 3         | 1         | 1         | 39    | 13    | 8     |
| Total sur la carrière | Total sur la carrière  | Total sur la carrière | 238         | 46          | 26          | 21              | 2               | 4               | 5                 | 0                 | 1                 | 6         | 1         | 1         | 270   | 49    | 32    |

## Palmarès

### En club
| FC Metz (1) :               | AJ Auxerre (1) :            |
| --------------------------- | --------------------------- |
| - Ligue 2 - Champion : 2019 | - Ligue 2 - Champion : 2024 |

### Distinctions individuelles
- Nommé dans l'équipe type de Ligue 2 aux Trophées UNFP du football 2022[24]
- Trophée UNFP du plus beau but de Ligue 2 de la saison 2020-2021
- Élu joueur du mois de Ligue 2 en septembre 2023[25] et décembre 2023[26]
- Élu meilleur joueur de la saison 2023-2024 de Ligue 2[27]
- Nommé dans l'équipe type de Ligue 2 aux Trophées UNFP du football 2024[28]
- Trophée UNFP du joueur du mois de Ligue 2 de février 2025[29]